# レトーン

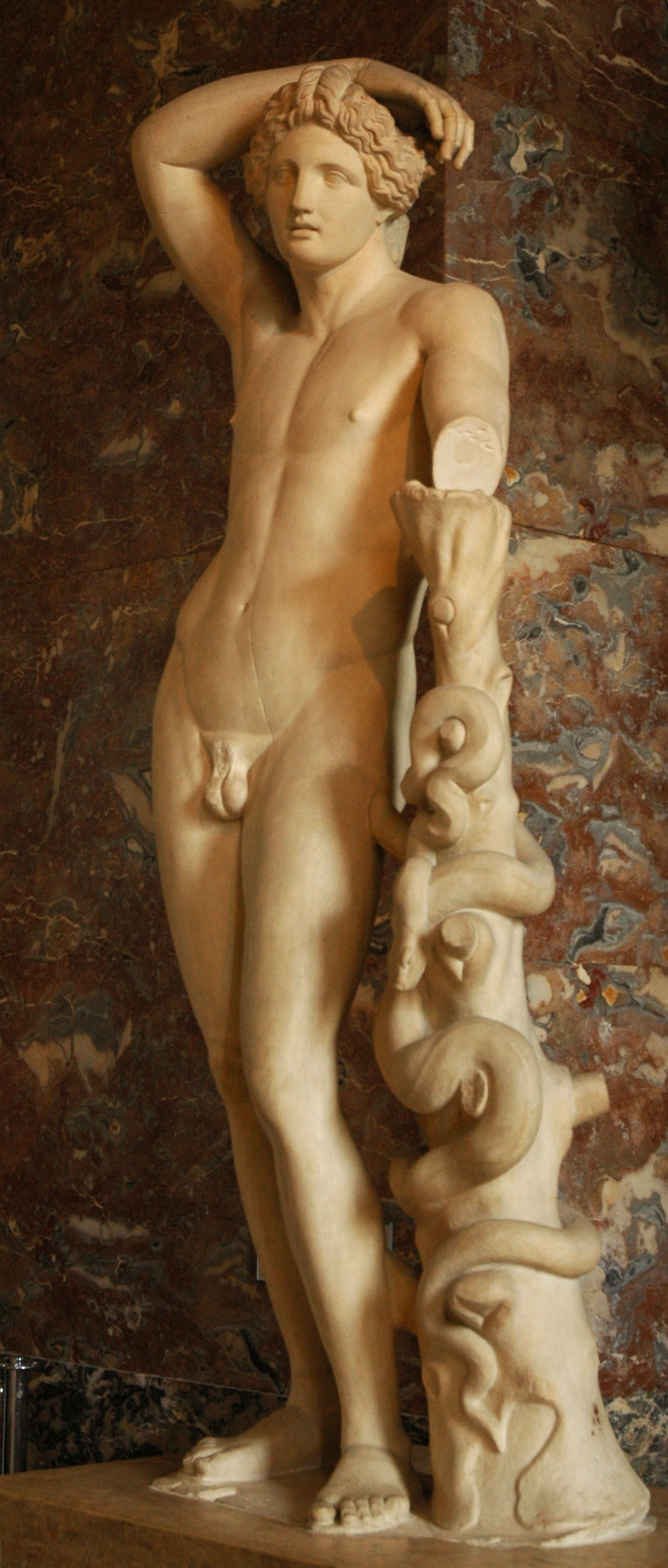
レトーンにあるアポローン像

レトーンは、ギリシア神話に登場する女神レートーの名前に由来する古代アナトリア・リュキアの聖域である。クサントスとともに、1988年にUNESCOの世界遺産に登録された。現在のアンタルヤ県に位置している。
レトーンにおける考古学研究では、レトーン遺跡の始まりは、紀元前6世紀であるとされる。これは、古代ギリシアがレトーンを征服して支配した紀元前4世紀よりも早い。
ヘレニズム時代のレートー、アルテミス、アポローンの神殿は1962年に発掘された。レトーンで発見された遺物の多くが、古代ギリシア語、リュキア語、アラム語で書かれており、このことがリュキア語の解読に大いに寄与している。
レトーン遺跡は、古代ローマの時代まで活発であった。キリスト教化も早期に行われ、レトーン遺跡の石は教会の建設に用いられた。しかし、7世紀にはレトーン遺跡は、放棄されたとされる。